# Limonium zeraphae
Limonium zeraphae ist eine Pflanzenart aus der Familie der Bleiwurzgewächse (Plumbaginaceae). Sie ist ausschließlich in Malta beheimatet.

## Beschreibung
Limonium zeraphae ist ein ausdauernd wachsender Halbstrauch. Die linealisch-verkehrt lanzettlichen Blätter bilden eine bodenständige Rosette. Blütezeit ist von Sommer bis Herbst.
Die Verzweigungen der 10 bis 40 Zentimeter langen Blütenstängel weisen streng in nur eine Richtung. Sie weisen einen Winkel von 90 bis 160° auf. Der Blütenstand ist eine leicht gebogene Ähre und 3 bis 8 Zentimeter lang, jedes Ährchen ist zwei- bis dreiblütig, je Zentimeter finden sich zwei bis drei. Das äußere Tragblatt ist 1,5 bis 2 Millimeter lang, spitz und am Rand mit einem schmalen durchscheinenden Rand versehen. Das mittlere Tragblatt ist 1,5 bis 2 Millimeter lang, abgerundet und mit breit durchscheinendem Rand. Das innere Tragblatt ist 4,5 bis 5 Millimeter lang und weist einen schmalen transparenten Rand auf.
Der Kelch ist aufgebogen und 5 bis 5,5 Millimeter lang, der Limbus nur knapp so lang oder kürzer als die Kronröhre. Die Kelchlappen sind von stumpfer Form und 0,8 bis 1 mm lang.
Die Chromosomenzahl beträgt 2n = 18.

## Verbreitung
Die ausschließlich in Malta beheimatete Art besiedelt dort Küstenstandorte mit salzigen Böden, Klippen und felsige Standorte. Sie ist häufig.

## Systematik und botanische Geschichte
Die Art wurde 1980 von Salvatore Brullo erstbeschrieben. Das Artepitheton verweist auf den maltesischen Naturwissenschaftler Stefano Zerafa, der die erste maltesische Flora veröffentlichte.